# أنتوني موراي
أنتوني موراي (بالإنجليزية: Anthony Murray)‏ هو لاعب دوري الرغبي نيوزيلندي، ولد في عقد 1950 في نيوزيلندا، وتوفي في 16 مايو 2006.